# Comté de Nice (Schiff)
Die Comté de Nice war ein 1966 in Dienst gestelltes Fährschiff der französischen Reederei Compagnie Générale Transatlantique. Bis 1982 befand sich die Fähre für verschiedene Eigner zwischen Nizza und Korsika sowie Marseille und Algier im Einsatz, ehe sie 1983 nach Griechenland verkauft wurde. Dort war das Schiff als Naias II und Express Naias bis 2001 aktiv. 2003 erfolgte der Abbruch im türkischen Aliağa.

## Geschichte
Die Comté de Nice entstand unter der Baunummer 327 in der Werft von Chantiers et Ateliers de Provence in Port-de-Bouc und lief am 24. Februar 1966 unter dem ursprünglich geplanten, jedoch später geänderten Namen Provence vom Stapel. Die Fertigstellung der Fähre erfolgte in La Ciotat, ehe sie am 27. Juli 1966 der Compagnie Générale Transatlantique übergeben werden konnte. Drei Tage später erfolgte die Indienststellung zwischen Nizza und Korsika. Während der Wintermonate stand das Schiff zwischen Marseille und Algier im Einsatz.
In den folgenden Jahren wechselte die Comté de Nice zweimal den Besitzer: 1969 ging sie an die Compagnie Générale Transméditerranéenne, 1976 schließlich an die Société nationale maritime Corse Méditerranée. An der Einsatzstrecke des Schiffes änderte sich dadurch nichts. Am 28. September 1982 beendete die Fähre ihre letzte Überfahrt und wurde anschließend in Marseille aufgelegt.
Im Mai 1983 ging das Schiff als Naias II an die griechische Reederei Naias Pireus Shipping, für die es fortan von Piräus aus auf verschiedenen Strecken zum Einsatz kam. 1989 ging die Fähre in den Besitz der Agapitos Lines über, ehe sie im Dezember 1999 von der Reederei Minoan Flying Dolphins gekauft und ab 2000 als Express Naias für deren Tochtergesellschaft Hellas Ferries eingesetzt wurde.
Im Oktober 2001 wurde die Express Naias aufgrund von neuen Sicherheitsbestimmungen stillgelegt. Ein Jahr zuvor war das ebenfalls für Hellas Ferries im Einsatz stehende Schwesterschiff Express Samina nach der Kollision mit einem Felsen gesunken, wobei 82 Personen ums Leben kamen. Aus wohl auch eben diesen Grund kam die Express Naias nicht wieder in Fahrt. Ab Juli 2002 lag das aufgelegte Schiff in Drapetsona, ehe es am 6. April 2003 zum Abbruch im türkischen Aliağa eintraf.